# Tinea protothrinca
Tinea protothrinca är en fjärilsart som beskrevs av Edward Meyrick 1932. Tinea protothrinca ingår i släktet Tinea och familjen äkta malar. Inga underarter finns listade i Catalogue of Life.